# Arazeh
Arazeh (em persa: عراضه, também romanizada como ‘Arāẕeh; também conhecida como Qaşabeh, Qasbat an Nassār, Qoşbeh-ye Naşşār e Qoşbeh-ye Nesār) é uma aldeia do distrito rural de Nasar, no condado de Abadan, na província de Khuzistão, Irã.
Segundo o censo de 2006, sua população era de 143 habitantes, em 27 famílias.